# Cheung Wang Fung
Cheung Wang Fung (sinh ngày 21 tháng 1 năm 1997) là một vận động viên đến từ Hong Kong chuyên về chạy vượt rào. Anh đã đại diện cho đất nước của mình tại Giải vô địch Thế giới trong nhà 2018 mà không tiến lên từ vòng một. Ngoài ra, anh đã giành huy chương đồng tại Thế vận hội Dành cho Châu Á và Nghệ thuật võ thuật 2017.
Kỷ lục cá nhân của anh là 13,97 giây ở chặng chạy vượt rào 110 mét (+1,0 m/s, Hong Kong 2017) và 7,85 giây ở chặng chạy vượt rào 60 mét (Ashgabat 2017). Cả hai đều là kỷ lục quốc gia hiện tại.

## Cuộc thi quốc tế
| Năm                    | Giải đấu                            | Địa điểm                   | Thứ hạng               | Nội dung               | Chú thích              |
| Representing Hồng Kông | Representing Hồng Kông              | Representing Hồng Kông     | Representing Hồng Kông | Representing Hồng Kông | Representing Hồng Kông |
| ---------------------- | ----------------------------------- | -------------------------- | ---------------------- | ---------------------- | ---------------------- |
| 2016                   | Asian Junior Championships          | Thành phố Hồ Chí Minh      | 5                      | 110 m vượt rào         | 14.12                  |
| 2016                   | Asian Junior Championships          | Thành phố Hồ Chí Minh      | 8                      | 4 × 400 m tiếp sức     | 3:25.87                |
| 2016                   | World U20 Championships             | Bydgoszcz, Poland          | 38                     | 110 m vượt rào         | 14.11                  |
| 2017                   | Asian Championships                 | Bhubaneswar, India         | 14                     | 110 m vượt rào         | 14.13                  |
| 2017                   | Asian Indoor and Martial Arts Games | Ashgabat, Turkmenistan     | 3                      | 60 m vượt rào          | 7.85                   |
| 2018                   | Asian Indoor Championships          | Tehran, Iran               | 4                      | 60 m vượt rào          | 7.87                   |
| 2018                   | World Indoor Championships          | Birmingham, United Kingdom | 35                     | 60 m vượt rào          | 8.06                   |
| 2023                   | Asian Indoor Championships          | Astana, Kazakhstan         | 6                      | 60 m vượt rào          | 7.84                   |